# Baltacı Mehmed Pacha
Pour les articles homonymes, voir Baltacı.
Baltacı Mehmed Pacha, Pakçemüezzin Baltacı Mehmed Pacha ou simplement Baltacı, né en 1662 à Osmancık et mort en 1712 à Lemnos, est un officier et homme d'État ottoman.

## Biographie
Il est promu capitan pacha (grand amiral de la marine ottomane) en 1704, puis exerce la fonction de grand vizir à deux reprises, de 1704 à 1706 puis de 1710 à 1711.
En tant que grand vizir, il s'illustre notamment lors de la guerre russo-turque de 1710-1711, à la tête de l'armée ottomane victorieuse des troupes russes de Pierre le Grand.